# 習志野站
習志野站（日语：／ Narashino eki */?）是一個位於日本千葉縣船橋市習志野台四丁目，屬於京成電鐵松戶線的鐵路車站。車站編號是KS69。

## 車站結構
對向式月台2面2線的地面車站，設有跨站式站房。

### 月台配置
| 月台 | 路線   | 方向 | 目的地                           |
| ---- | ------ | ---- | -------------------------------- |
| 1    | 松戶線 | 下行 | 新津田沼、京成津田沼、千葉方向   |
| 2    | 松戶線 | 上行 | 北習志野、新鎌谷、八柱、松戶方向 |

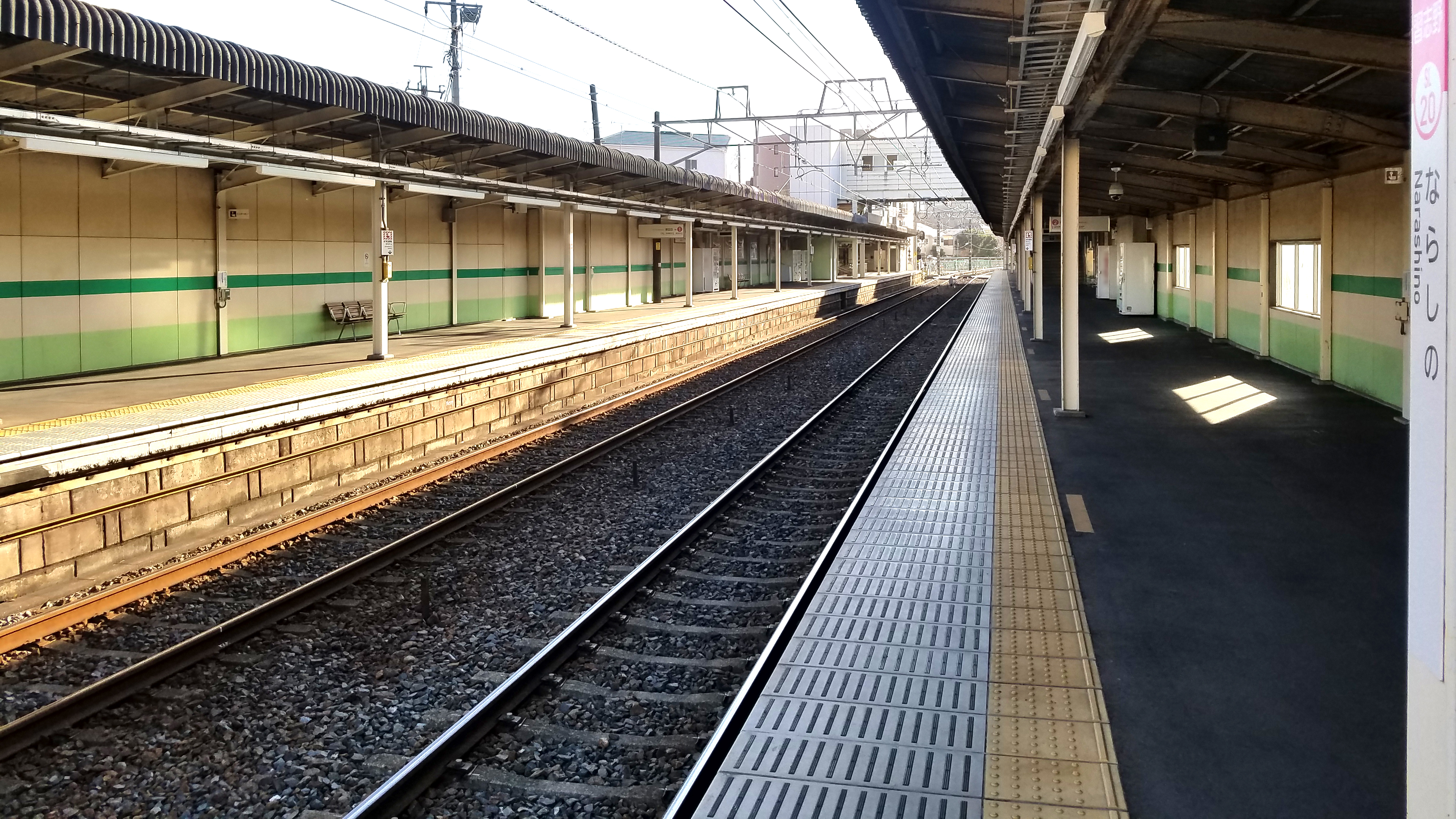
車站月台望向新津田沼方向（2021年1月7日）

## 使用情況
2018年度一日平均上下車人次為13,360人，新京成線內第15位。
近年一日平均上車人次推移如下表。
| 年度               | 一日平均 上車人次 |
| ------------------ | ----------------- |
| 2007年（平成19年） | 6,717             |
| 2008年（平成20年） | 6,625             |
| 2009年（平成21年） | 6,506             |
| 2010年（平成22年） | 6,412             |
| 2011年（平成23年） | 6,377             |
| 2012年（平成24年） | 6,518             |
| 2013年（平成25年） | 6,643             |
| 2014年（平成26年） | 6,599             |
| 2015年（平成27年） | 6,707             |
| 2016年（平成28年） | 6,707             |
| 2017年（平成29年） | 6,788             |

## 相鄰車站
京成電鐵
 松戶線
北習志野（KS70）－習志野（KS69）－藥園台（KS68）

## 外部連結
- 習志野｜電車與車站資訊｜京成電鐵